# Baté
Baté é um município da Hungria, situado no condado de Somogy. Tem 10,28 km² de área e sua população em 2019 foi estimada em 809 habitantes.